# Carl Gustaf Danckwardt (1706–1780)
Carl Gustaf Danckwardt, född 1706 (döpt den 25 mars) på Torsebro i Fjälkestads socken, död den 24 juni 1780 på Göingeholm i Häglinge socken, var en svensk ämbetsman. Han var bror till Christian Georg Danckwardt, far till Magnus Gustaf och Carl Adolph Danckwardt samt farfars far till August Fredrik Danckwardt.
Danckwardt blev häradshövding i Bjäre, Norra och Södra Åsbo häraders domsaga 1733, vice lagman i Skåne 1743 och häradshövding i Gärds, Albo och Villands häraders domsaga 1745. Han tilldelades lagmans titel 1756.